# Brandon Roach
Brandon Roach (né le 9 juin 1985 à Bay Roberts dans la province de Terre-Neuve-et-Labrador) est un joueur professionnel canadien de hockey sur glace.

## Carrière de joueur
En 2002, il est choisi au 2e tour, en 24e position par les Castors de Sherbrooke avec qui il débute dans la Ligue de hockey junior majeur du Québec. En 2003, l'équipe déménage pour devenir les Maineiacs de Lewiston. En 2005-2006, il est capitaine de l'équipe. En 2006, il joue pour l'Université Acadia en Sport interuniversitaire canadien. Il représente le Canada lors des Universiades d'hiver 2007 à Turin. La sélection remporte la médaille d'or, Roach est l'auteur de trois assistances en six parties. La saison suivante, il passe professionnel dans l'ECHL avec les Everblades de la Floride.

## Trophées et honneurs personnels
- Sport interuniversitaire canadien : sélectionné dans l'équipe des recrues en 2007

## Statistiques
| Saison    | Équipe                   | Ligue |    | Saison régulière | Saison régulière | Saison régulière | Saison régulière | Saison régulière |   | Séries éliminatoires | Séries éliminatoires | Séries éliminatoires | Séries éliminatoires | Séries éliminatoires |
| Saison    | Équipe                   | Ligue | PJ | B                | A                | Pts              | Pun              | PJ               | B | A                    | Pts                  | Pun                  |                      |                      |
| 2002-2003 | Castors de Sherbrooke    | LHJMQ | 63 | 0                | 1                | 1                | 19               | 9                | 0 | 0                    | 0                    | 0                    |                      |                      |
| 2003-2004 | Maineiacs de Lewiston    | LHJMQ | 58 | 1                | 8                | 9                | 20               | 5                | 0 | 0                    | 0                    | 2                    |                      |                      |
| 2004-2005 | Maineiacs de Lewiston    | LHJMQ | 66 | 16               | 23               | 39               | 15               | 8                | 2 | 10                   | 12                   | 6                    |                      |                      |
| 2005-2006 | Maineiacs de Lewiston    | LHJMQ | 68 | 18               | 44               | 62               | 40               | 6                | 0 | 0                    | 0                    | 6                    |                      |                      |
| 2006-2007 | Université Acadia        | SIC   | 26 | 7                | 10               | 17               | 26               |                  |   |                      |                      |                      |                      |                      |
| 2007-2008 | Everblades de la Floride | ECHL  | 71 | 12               | 22               | 34               | 19               | 3                | 1 | 0                    | 1                    | 0                    |                      |                      |
| 2008-2009 | Jackals d'Elmira         | ECHL  | 55 | 9                | 23               | 32               | 18               |                  |   |                      |                      |                      |                      |                      |
| 2008-2009 | Flames de Quad City      | LAH   | 20 | 1                | 7                | 8                | 8                |                  |   |                      |                      |                      |                      |                      |
| 2009-2010 | Salmon Kings de Victoria | ECHL  | 64 | 4                | 13               | 17               | 26               | 5                | 0 | 0                    | 0                    | 0                    |                      |                      |